# Байчево
Ба̀йчево е закрито село в община Ардино, област Кърджали.

## История
Селото е създадено на 14 април 1981 г. след като се отделя от село Падина. От 1 август 2000 г. е закрито при присъединяване към село Падина.

## Население
| Година    | 1985 | 1992 | 1993 | 1994 | 1995 | 1996 | 1997 | 1998 | 1999 |
| Население | 819  | 858  | 850  | 887  | 865  | 873  | 914  | 970  | 1037 |